# Люкевич, Никита Александрович
Никита Александрович Люкевич (бел. Мікіта Аляксандравіч Люкевіч; род. 10 апреля 2006, Брест) — белорусский футболист, нападающий брестского «Динамо». Выступает на правах аренды в клубе АБФФ U-17.

## Карьера

### «Динамо-Брест»

#### Начало карьеры
Начинал заниматься футболом в Академии АБФФ, чьим выпускником и является. В июле 2022 года футболист присоединился к брестскому «Динамо». В клубе футболист начал выступать за юношеские и молодёжные команды различных возрастов. В начале 2023 года футболист стал тренироваться с основной командой брестского клуба. Дебютировал за клуб футболист 9 апреля 2023 года в матче против мозырской «Славии», выйдя на замену на 67 минуте. На протяжении своего дебютного сезона футболист выступал за клуб в роли игрока замены, результативными действиями не отличившись, также выступая и за дублирующий состав, за который отличился 3 забитыми голами. По итогу сезона футболист вместе с клубом завершил чемпионат на итоговом десятом месте.

#### Аренда в АБФФ U-17
В апреле 2024 года футболист отправился в распоряжение клуба АБФФ U-17 до конца первого круга чемпионата. Дебютировал за клуб футболист 6 апреля 2024 года в матче против гомельского «Бумпрома», выйдя на замену на 58 минуте, также отличившись своим дебютным забитым голом.

## Международная карьера
В сентябре 2021 года получил вызов в юношескую сборную Беларуси до 16 лет. Дебютировал за сборную 21 сентября 2021 года в товарищеском матче против Турции. В феврале 2022 года в составе сборной стал серебряным призёром Кубка Развития. В октября 2022 года футболист вместе с юношеской сборной Беларуси до 17 лет отправился на квалификационные матчи юношеского чемпионата Европы до 17 лет. Дебютировал за сборную 20 октября 2022 года в матче против сверстников Норвегии. По итогу матчей футболист вместе со сборной вышел в элитный раунд квалификаций. В матче 25 марта 2023 года против сборной Израиля футболист забил свой дебютный гол.